# Uglješa Kojadinović
Uglješa Kojadinović (Glamočani, 14. veljače 1936. – Bosanska Gradiška, 20. lipnja 1982.) bio je hrvatski kazališni, televizijski i filmski glumac.

## Životopis
Rođen je u obitelji srpskoga podrijetla. Poslije osnovne škole Uglješa je s roditeljima prešao u Banju Luku. U banjolučkoj gimnaziji, kako prepričava njegova sestra Slobodanka Vulin, igrajući u drami Mrtvi ne plaćaju porez, napravio je prve glumačke korake. Upisao je zagrebačku Akademiju za kazališnu umjetnost, koju je uspješno završio u klasi profesora Branka Gavelle. Prvi stalni angažman imao je u kazalištu Komediji. Nakon pet sezona, 1960. godine, prešao je u Hrvatsko narodno kazalište u kome je dostigao potpuno glumačko ostvarenje ulogama u velikim predstavama poput: Molièrov Građanin plemić, Demoni Fjodora Dostojevskoga, Ranjena ptica Marijana Matkovića, a posebno se istaknuo kao Horacije u Shakespeareovom Hamletu. Iako je cijelim bićem živio za "daske što život znače", široj javnosti je, ipak, poznatiji kao televizijski i filmski glumac. Pamti se po ulogama u mnogim filmovima, dramama i TV serijama (Licem u lice, Tri jablana, Kaja, ubit ću te!, Nepokoreni grad, Doktor Mladen, Mačak pod šljemom, Prosjaci i sinovi, Paviljon 6, Žutokosi, Zlostavljanje, Najljepše zvanje na svijetu, Oko, Debeli lad, Fiškal, U registraturi i dr.), a naročito po ulozi profesora u kultnoj seriji Velom mistu. Pred kraj života osnovao je vlastitu kazališnu trupu i diljem Jugoslavije igrao Davida Štrpca, u predstavi po čuvenom Kočićevom Jazavcu pred sudom. Umro je u 46. godini, u najboljim glumačkim godinama, u Bosanskoj Gradišci. Po vlastitoj želji pokopan je u rodnom selu Razboj, pored Vrbasa, nedaleko od jezera Bardača i gradića Srpca.

## Vanjske poveznice
- IMDb: Ugljesa Kojadinović (1936.–1982.)